# Paryż (województwo opolskie)
Paryż (niem. Dammwehr) – wieś w Polsce położona w Polsce, w województwie opolskim, w powiecie namysłowskim, w Gminie Pokój.
Do 2024 r. miejscowość była przysiółkiem wsi Domaradz. W latach 1975–1998 miejscowość administracyjnie należała do ówczesnego województwa opolskiego.
1 czerwca 1948 r. nadano miejscowości, będącej wówczas związanej administracyjnie z Domaradzem, polską nazwę Paryż.